# Antoine Daveluy
Pour les articles homonymes, voir Saint Antoine et Daveluy.
Marie Nicolas Antoine Daveluy, né à Amiens le 16 mars 1818 et mort le 30 mars 1866 à Boryeong, est un évêque missionnaire en Corée. Il fait partie des 103 martyrs de Corée.

## Biographie

### De la prêtrise à la mission

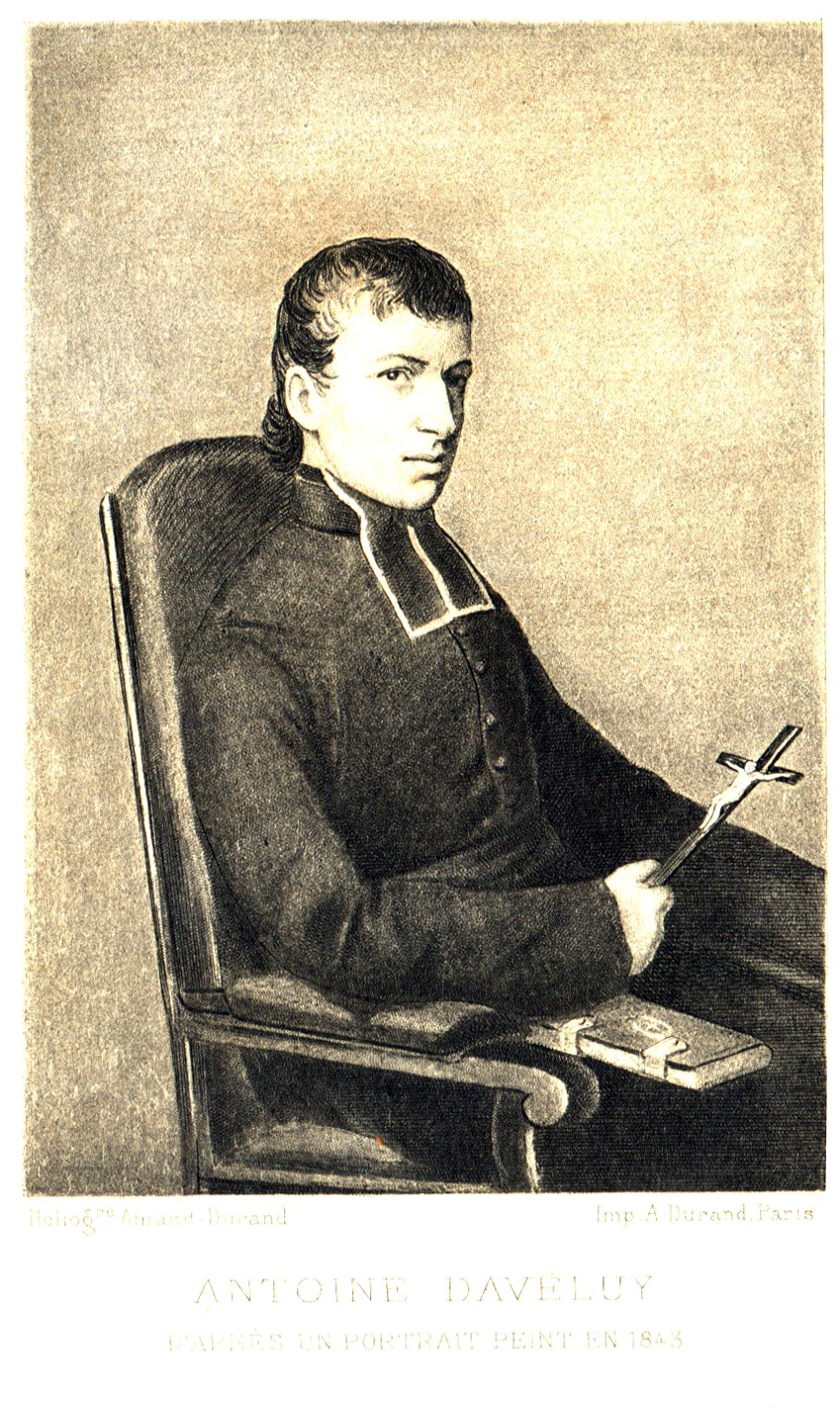
Antoine Daveluy

Marie Nicolas Antoine Daveluy est fils d'Isidore Daveluy, industriel et conseiller municipal d'Amiens, et de son épouse, née Thérèse Laroche. Il est l'aîné d'une fratrie de quatorze enfants, sept filles et sept garçons. Dans cette famille picarde très pieuse, trois filles devindront religieuses et deux garçons seront ordonnés prêtre et l'un devint évêque.
Antoine Daveluy entre au séminaire Saint Sulpice d'Issy-les-Moulineaux en octobre 1834. Ordonné prêtre en 1841, il célèbre sa première messe en l'église Saint-Leu d'Amiens, sa paroisse, le 29 décembre 1841. Sa nièce Thérèse de Brandt écrit : « Une foule immense y assista avide de recevoir, selon l'usage, l'imposition des mains. Une femme, pauvre des biens de la Terre, mais riche de foi et de confiance en Dieu, sollicita l'autorisation de présenter, le premier, à cette cérémonie son enfant âgé de trois ans qui ne marchait pas encore. Sa demande fut accordée, et aussitôt après, l'enfant marcha, au grand étonnement des médecins et des personnes qui l'avaient cru infirme pour la vie. »
Il est d'abord curé à Roye puis entre, le 4 octobre 1843, à la Société des missions étrangères de Paris et part pour l'Extrême-Orient le 4 février 1844. Avant de partir, Antoine transmet ses charges de fils aîné à son frère, Xavier Daveluy, père du contre-amiral René Daveluy.
Le but initial de son voyage ce sont les Îles Ryūkyū au Japon ; mais arrivé à Macao, le vicaire apostolique, Jean-Baptiste Ferréol, lui demanda de l'accompagner à Shanghaï avec le séminariste coréen André Kim Taegon.

### Missionnaire en Corée

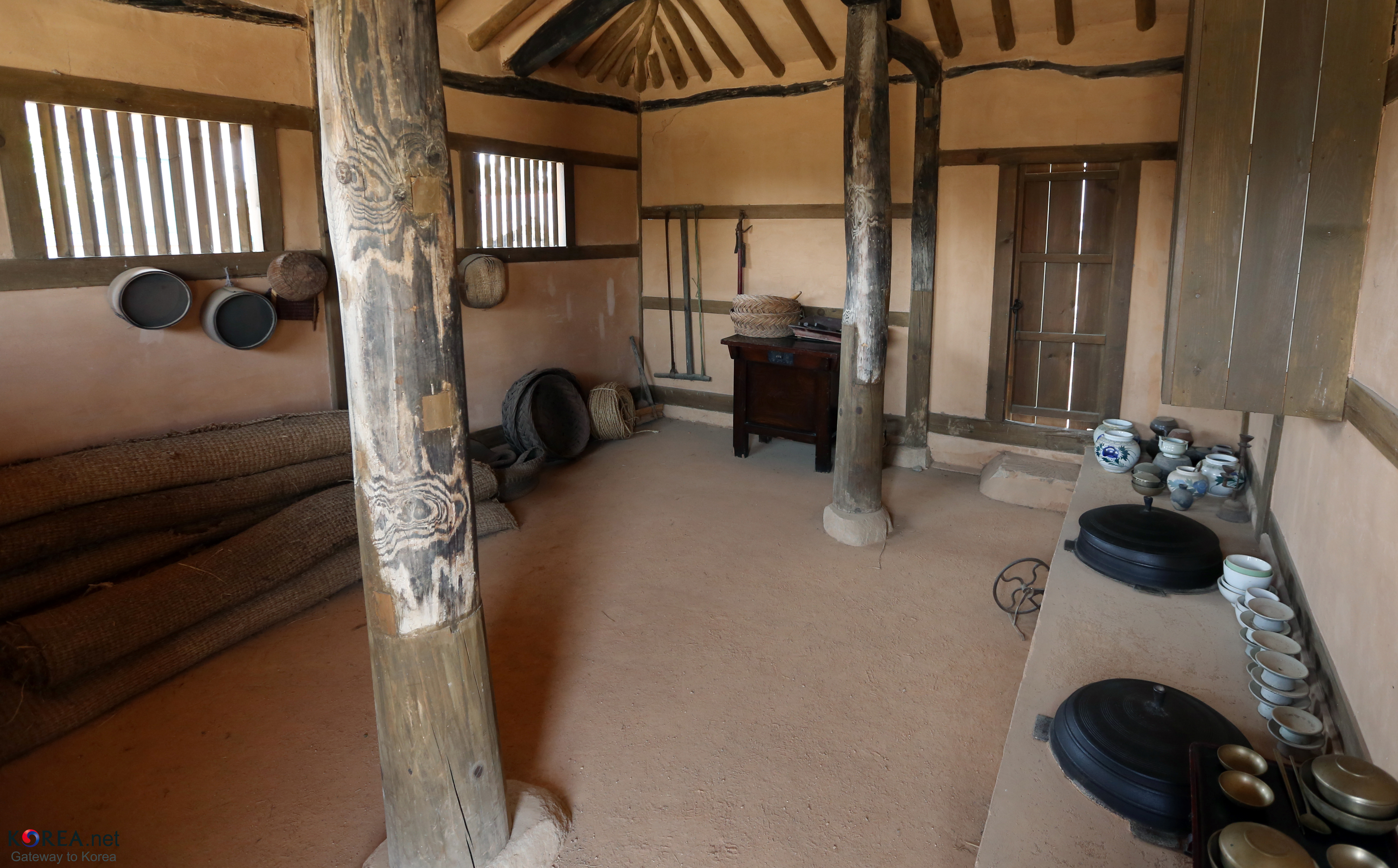
Demeure d'Antoine Daveluy à Sinri.

Il est ensuite envoyé en Corée en 1844 où il passera les vingt et un ans qui lui restent à vivre. Pendant les deux premières années passées en Corée, Antoine Daveluy s'attache à reconstruire la mission et à convertir ; il baptise ainsi plus de 1 700 Coréens.
En 1855, il est nommé par Pie IX, évêque titulaire de Ptolémaïs-en-Phénicie. Missionnaire apostolique des Missions étrangères de Paris, en 1856, Siméon-François Berneux devenu vicaire apostolique, le nomme évêque coadjuteur, et lui confie les régions les plus éloignées. Il est consacré évêque à Séoul le 25 mars 1857, devenant le cinquième évêque de Corée sous la dynastie Joseon par Siméon-François Berneux.

### Le martyre
Les persécutions contre les chrétiens étaient fréquentes en Corée à cette époque. Monseigneur Berneux subit le martyre, il est remplacé par Antoine Daveluy en tant que vicaire apostolique. Vingt-trois jours plus tard, le 11 mars 1866, il est arrêté à son tour, dénoncé par Yi Soni, un ancien séminariste, interrogé et torturé par les autorités coréennes. De Séoul, il est emmené à 100 km plus au sud de la capitale pour y être exécuté, afin de ne pas perturber les cérémonies qui accompagnent le mariage du roi cette semaine là.
Il est martyrisé le Vendredi Saint, 30 mars 1866, avec ses compagnons les prêtres Pierre Aumaître et Martin Luc Huin à Galmaemot près de Boryeong (province de Chungcheong), ainsi il fait partie des 103 Martyrs de Corée.

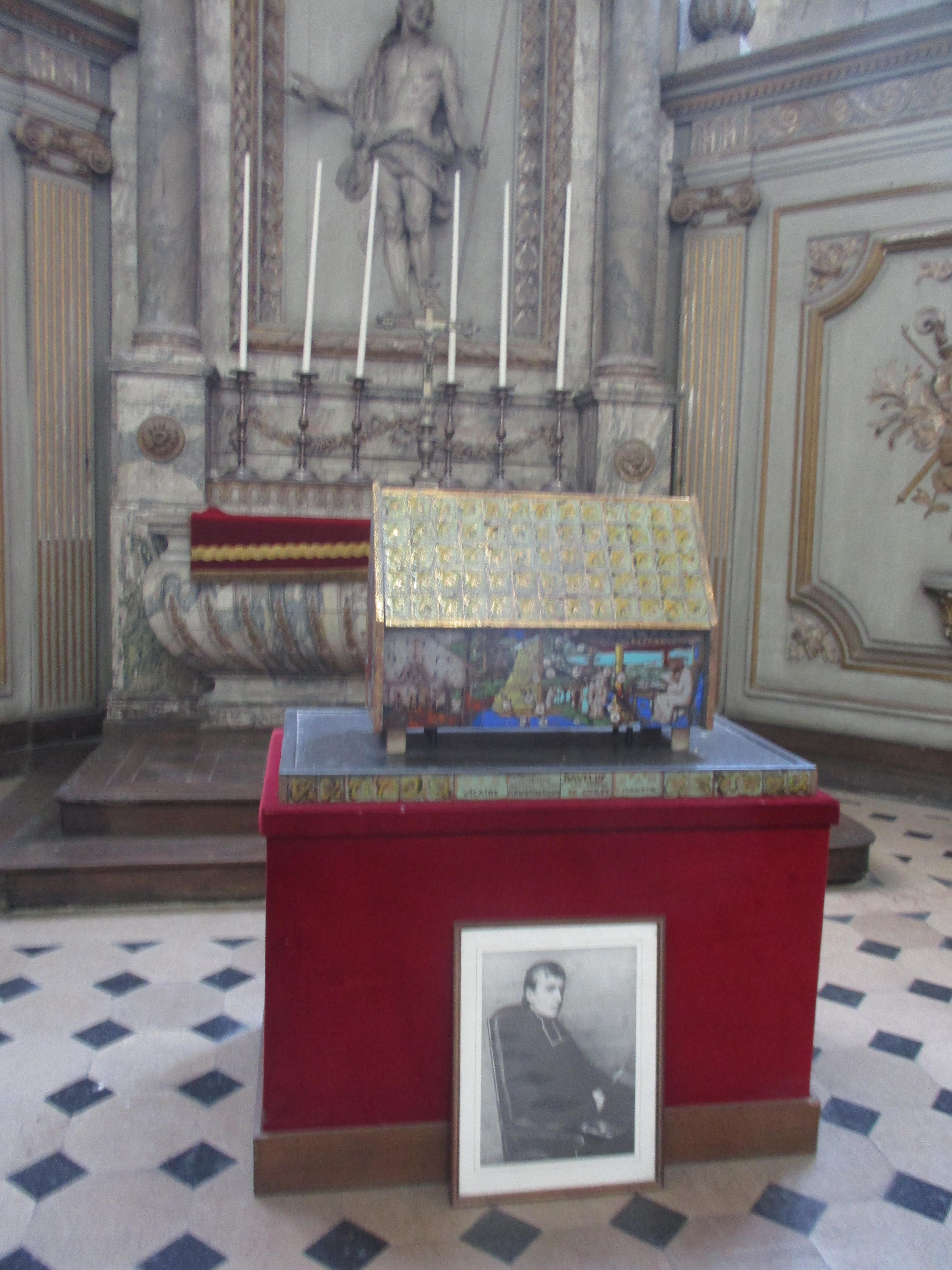
Reliquaire de saint Antoine Daveluy

D'abord inhumé sur le lieu de son martyre, puis à Hong-San, son corps sera exhumé en mars 1882, et transféré au Japon à Nagasaki. Depuis le 10 septembre 1900, ses reliques reposent à la basilique des Martyrs Myeongdong de Séoul.
Antoine Daveluy sera béatifié à Rome par Paul VI en 1968 et canonisé à Séoul par Jean-Paul II en 1984. Sa fête est fixée au 20 septembre.

## Reliques
Une partie des reliques d'Antoine Daveluy ont été ramenées de Corée et déposées dans la chapelle Saint Jean-Baptiste de la cathédrale Notre-Dame d'Amiens.

## Publications
- Dictionnaire coréen-chinois-français
- Histoire des Martyrs coréens français, 7 vol.
- Premiers pas dans la vie spirituelle, Recueil de méditations, 2 vol., 1864-1881-1886
- Méthode pour s'exciter à la contrition, 1864
- Préparation au baptême, 1864-1883
- Examen de conscience, 1864
- Catéchisme de la doctrine chrétienne, traduit du chinois, 1864
- Rituel de la Sainte-Église de Dieu, 1865-1885
- Le Droit Chemin du Ciel, traduit du chinois, 1864-1881

## Sources
- Missions étrangères de Paris
- Le Daveluyvien
- Les Daveluy, une illustre famille picarde
- Six siècles en famille